# Dzong Punakha
El dzong Punakha, también llamado Pungthang Dewa chhenbi Phodrang (que significa «el palacio de la gran felicidad o bienaventuranza»), es una fortaleza-monasterio budista (dzong) ubicada en la ciudad de Punakha, capital del distrito homónimo en Bután. Construido por el Shabdrung Ngawang Namgyal entre 1637 y 1638, es el segundo dzong más antiguo y grande del país. El complejo alberga las reliquias de la escuela tibetana Drukpa Kagyü, incluido el Rangjung Kharsapani —una imagen de Avalokiteshvara— y los restos sagrados de Namgyal y el tertön Pema Lingpa.
El dzong fue el centro administrativo y la sede del Gobierno nacional hasta 1955, cuando la capital se trasladó a Timbu. El monasterio ha albergado acontecimientos históricos del país, como la coronación del primer rey Ugyen Wangchuck. Desde entonces ha mantenido su relevancia: es la residencia de invierno del Je Khempo y fue el lugar de la boda real de Jigme Khesar Wangchuck en 2011. Forma parte de la lista indicativa de Bután para su inclusión en la Unesco.
Ubicado en un enclave estratégico entre dos ríos, el edificio consiste en una estructura de seis pisos con tres patios interiores. A lo largo de los siglos ha contado con diferentes añadidos, a la par que ha sufrido incendios, inundaciones y terremotos. En 2004 tuvo una renovación completa financiada en gran parte por el gobierno de la India, y ha continuado acogiendo el festival anual Domche, donde se muestran imágenes sagradas y se llevan a cabo diferentes bailes.

## Geografía

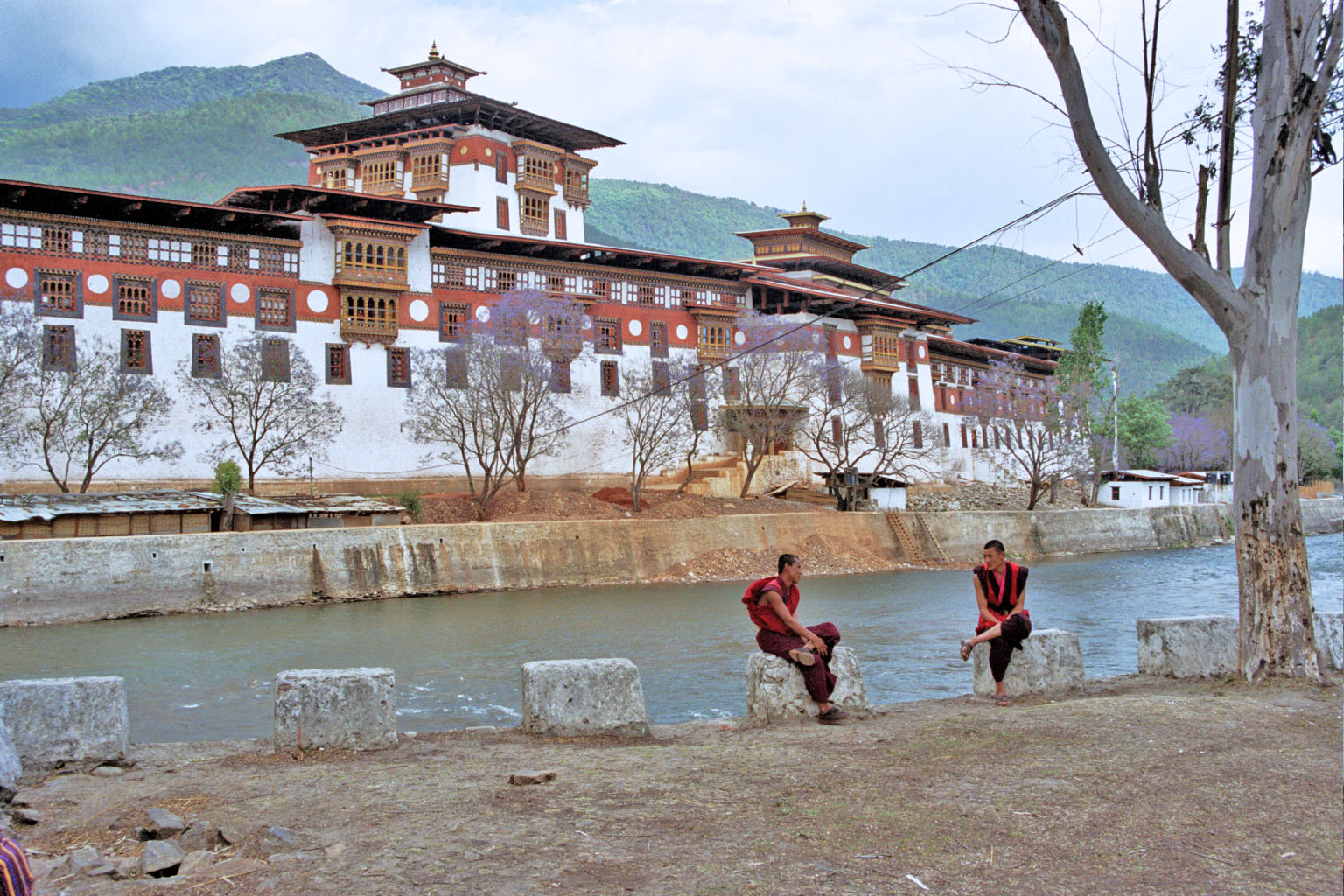
El río Mo a su paso por el dzong.

Los ríos Pho y Mo marcan la ubicación estratégica de la construcción en el valle de Punakha. La fuente del Mo se encuentra en las colinas del norte de Lighsi y Laya, en Bután y en el Tíbet. Los glaciares en la región de Lunana, por otra parte, alimentan el cauce del Pho. Después de la confluencia de estas dos corrientes, el flujo principal se conoce como Puna Tsang Chhu (también llamado Sankosh) y fluye montaña abajo a través de Wangdue Phodrang, cruza la frontera entre Bután e India en Kalikhola y finalmente se encuentra con el río Brahmaputra.
Dado el clima de la región, más suave que en otras zonas del reino, Punakha es considerada la capital invernal de Bután. El Je Khempo (jefe del clero del país) y su séquito de monjes pasan el invierno en este dzong. Los árboles de jacarandá crecen alrededor del edificio y florecen con pétalos de color malva en primavera.

## Historia
Según la mitología local, el sabio Padmasambhava profetizó que «una persona llamada Namgyal llegará a una colina que parece un elefante». Ngawang Namgyal, primer Shabdrung, encontró el pico de la colina mencionada y construyó el dzong entre 1637 y 1638 en ese lugar. Otra historia cuenta que el arquitecto Zowe Palep tuvo una visión después de que el Shabdrung le ordenara dormir bajo el dzong Chug —pequeño dzong—, que contenía una estatua de Buda. En su ilusión tuvo una vista clara de un palacio dedicado a Padmasambhava; esta visión quedó impresa en la mente del arquitecto, lo que le permitió concebir el plano del edificio sin plasmarlo en papel.
Tras su construcción en el antiguo lugar del dzong Chug, el complejo fue consagrado bajo el nombre de Pungthang Dechen Phodrang. En 1639 se erigió una capilla conmemorativa para albergar las armas incautadas a los tibetanos que los butaneses derrotaron en el área. El Shabdrung también estableció una orden monástica con seiscientos fieles (traídos del Cheri gompa en el valle superior de Timbu).
En 1676 el abad del monasterio, Gyaltsen Tenzin Rabgye, agregó la aguja en la parte superior del utse —la torre central del dzong—. Durante el período del gobierno de Sherab Wangchuk entre 1744 y 1763 se llevaron a cabo más añadidos: el decimotercer Desi donó un thangka (tapiz budista) de gran tamaño que retrata al Shabdrung y que se muestra durante el festival tsechu anualmente, mientras que el séptimo dalái lama donó el techo de latón para el edificio. Por otra parte, varios incendios entre 1750 y 1849 causaron daños a la fortaleza. Durante un terremoto en 1897, el dzong sufrió graves perjuicios y también padeció numerosos incendios. En 1986, el edificio fue parcialmente destruido a causa de un fuego descontrolado.

### Influencia de la monarquía

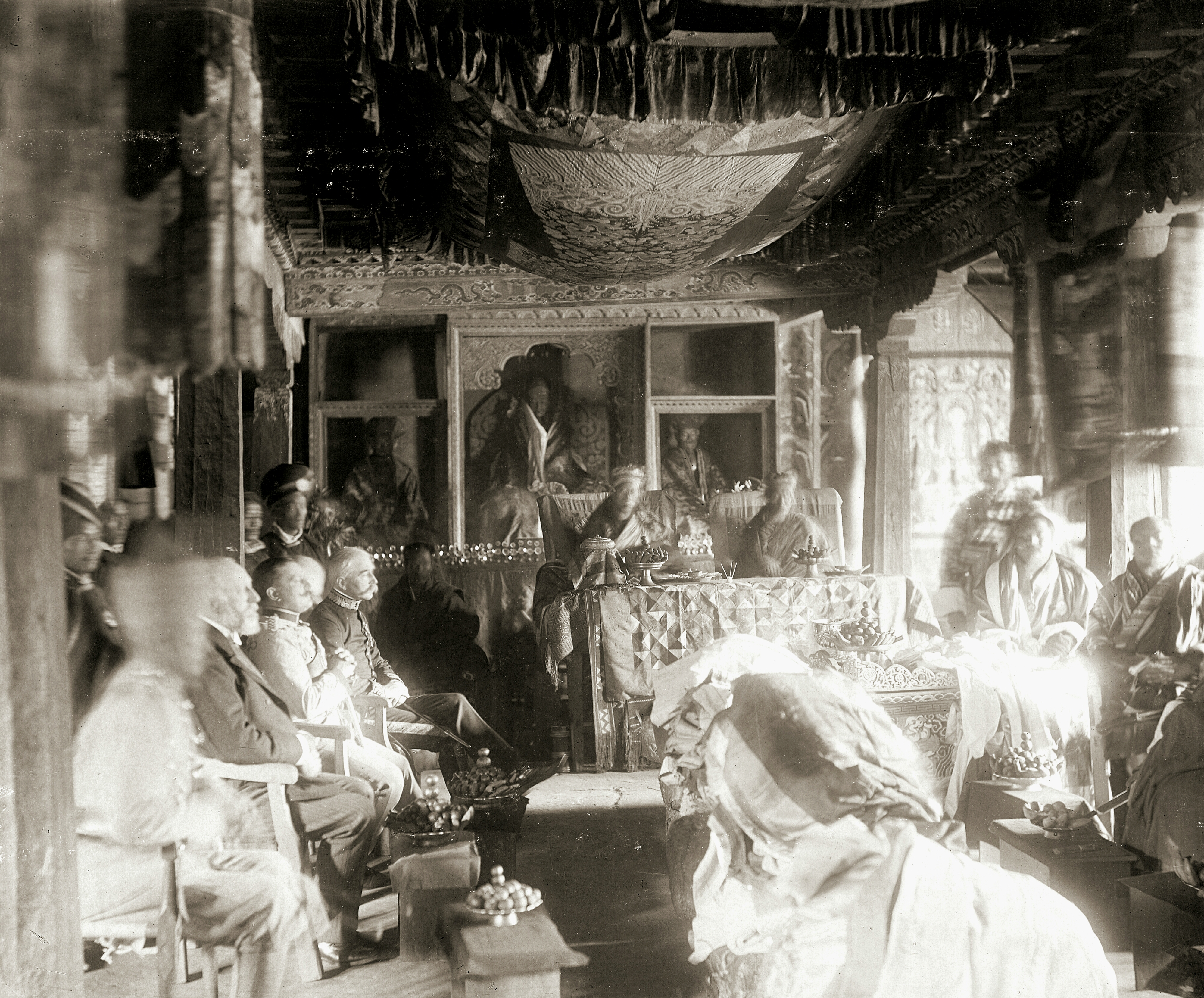
El rey Ugyen Wangchuck recibiendo la orden del Caballero Comandante de la Orden del Imperio Británico.

La Casa de Wangchuck gobierna el país desde 1907: ese mismo año —mientras Punakha era la capital— el dzong fue el lugar de la coronación de Ugyen Wangchuck como el primer Druk Gyalpo. Tres años más tarde se firmó un tratado en la ciudad por el cual los británicos acordaron no interferir en los asuntos internos de Bután, aunque permitió que Gran Bretaña dirigiera sus asuntos exteriores. La boda del Druk Gyalpo, Jigme Khesar Namgyel Wangchuck, y su prometida, Jetsun Pema, se celebró en este monasterio el 13 de octubre de 2011.

## Arquitectura

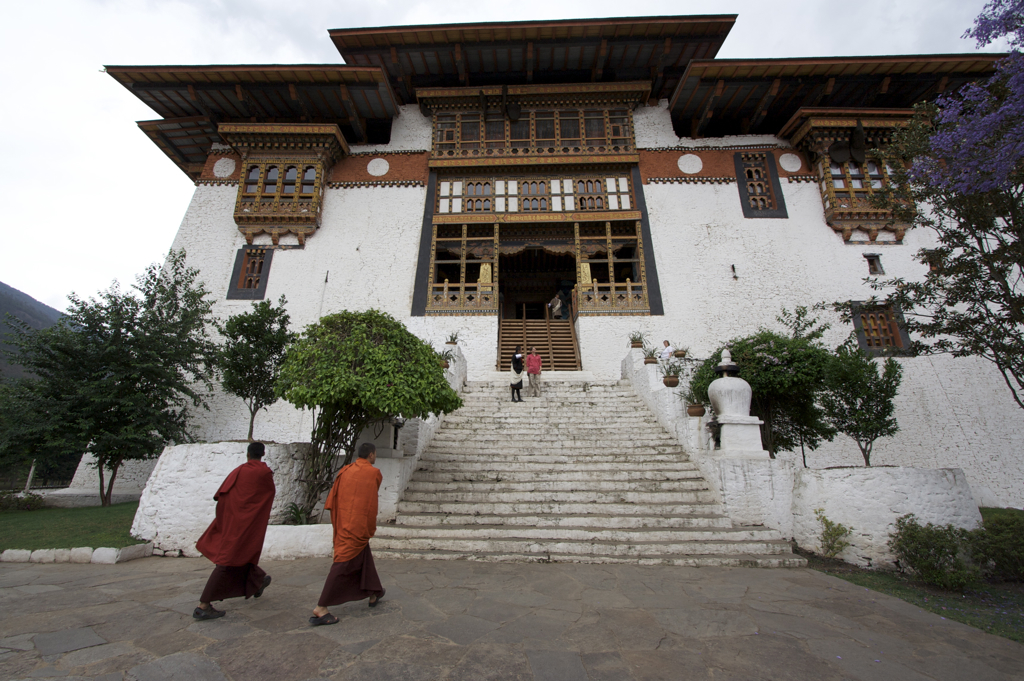
La entrada principal.

La fortaleza de Punakha es el segundo dzong más antiguo y grande de Bután construido por orden de Ngawang Namgyal. Es una estructura de seis pisos con una torre central o utse a una altitud promedio de 1200 metros sobre el nivel del mar, con un paisaje montañoso de fondo. Fue construido con tierra compactada, piedras y madera en puertas y ventanas.
Construido como una «encarnación de los valores budistas», el monasterio fue uno de los dieciséis erigidos por el Shabdrung durante su gobierno entre 1594 y 1651. La edificación, de 180 metros de largo y 72 de ancho, presenta muros que se estrechan en los extremos y tres docheys (patios). Los elementos defensivos construidos con la finalidad de proteger la fortaleza de los ataques enemigos consisten en una empinada escalera de madera y una única puerta de acceso pesada de este material que se cierra por la noche. Después de que el monasterio sufriera daños debido a un incendio, en 1986 se añadió una sala de oración.

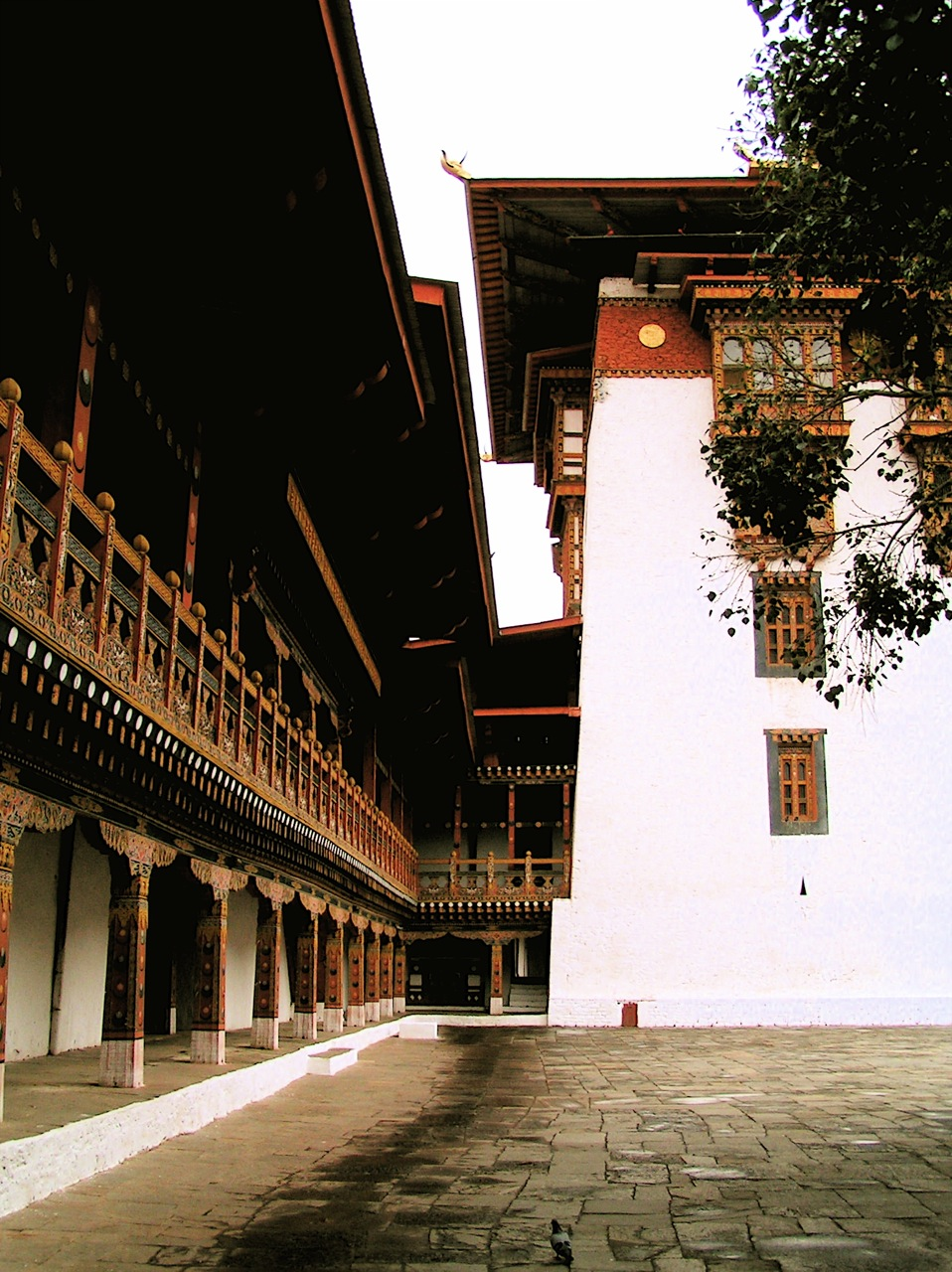
Edificios interiores.

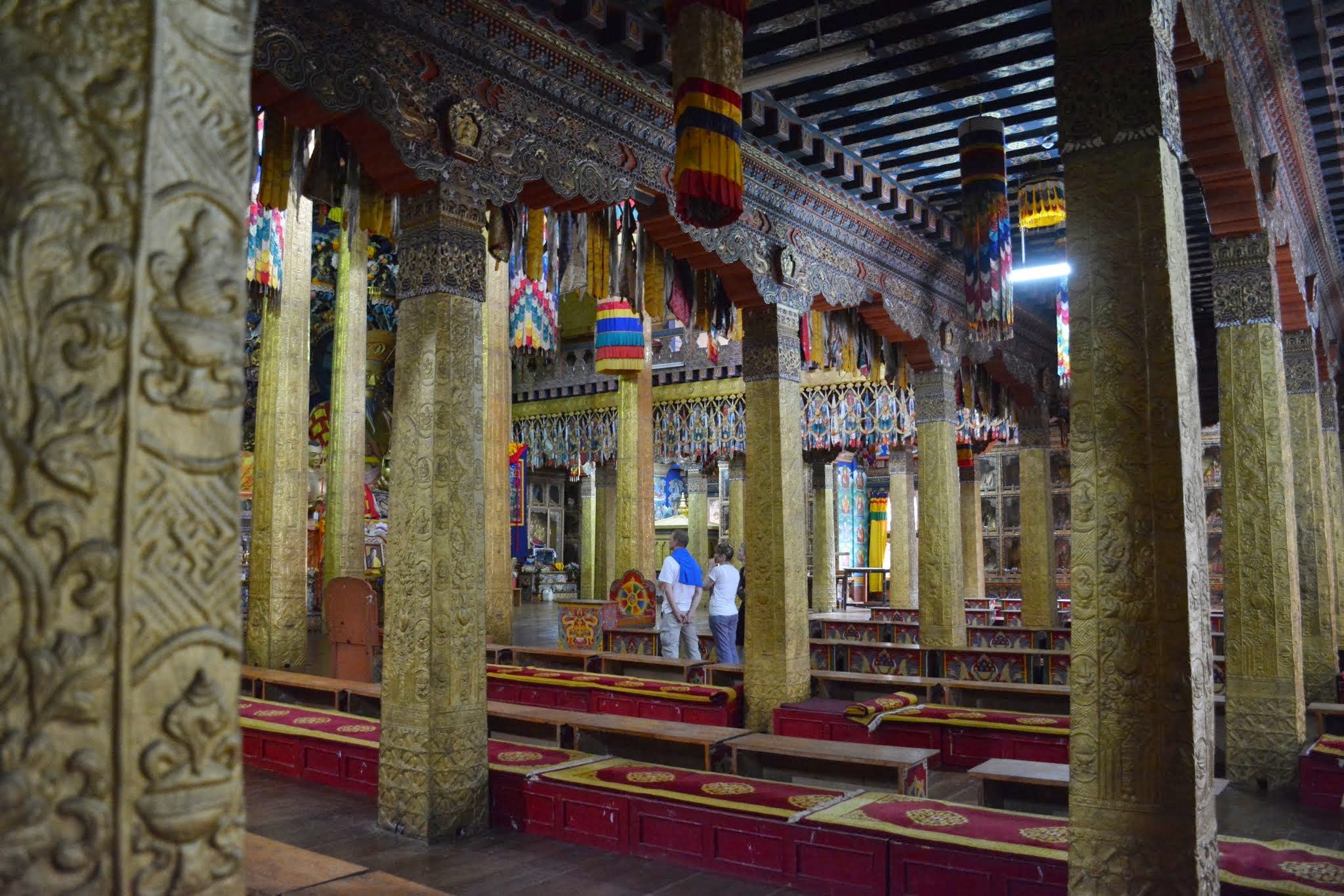
Vista interior del dzong.

El primer patio alberga las oficinas administrativas del dzong, una estupa encalada de gran tamaño y un árbol bodhi. También se encuentran en el extremo izquierdo del mismo claustro un montículo de piedras y una capilla dedicada a la reina de los nāgas. Las áreas residenciales de los monjes se encuentran en el segundo patio, que está separado del primero por el utse. La tercera zona abierta está al sur del complejo y alberga el lhakhang Machey, donde se conservan los restos de Pema Lingpa y Namgyal. Desde la construcción del templo en 1995, el ataúd que contiene el cuerpo embalsamado no se ha abierto. Es habitual que el rey de Bután y el Je Khenpo visiten la capilla para buscar bendiciones antes de asumir sus cargos.
Las inundaciones repentinas resultantes de los desbordamientos de los lagos glaciares en los tramos superiores del valle son un fenómeno común en los ríos Mo y Pho, y en el pasado causaron daños al dzong (especialmente en 1957, 1960 y 1994); incendios y terremotos también se han sumado al problema. En 1996, las inundaciones repentinas en el Pho dañaron la estupa y causaron varias muertes.

### Renovaciones

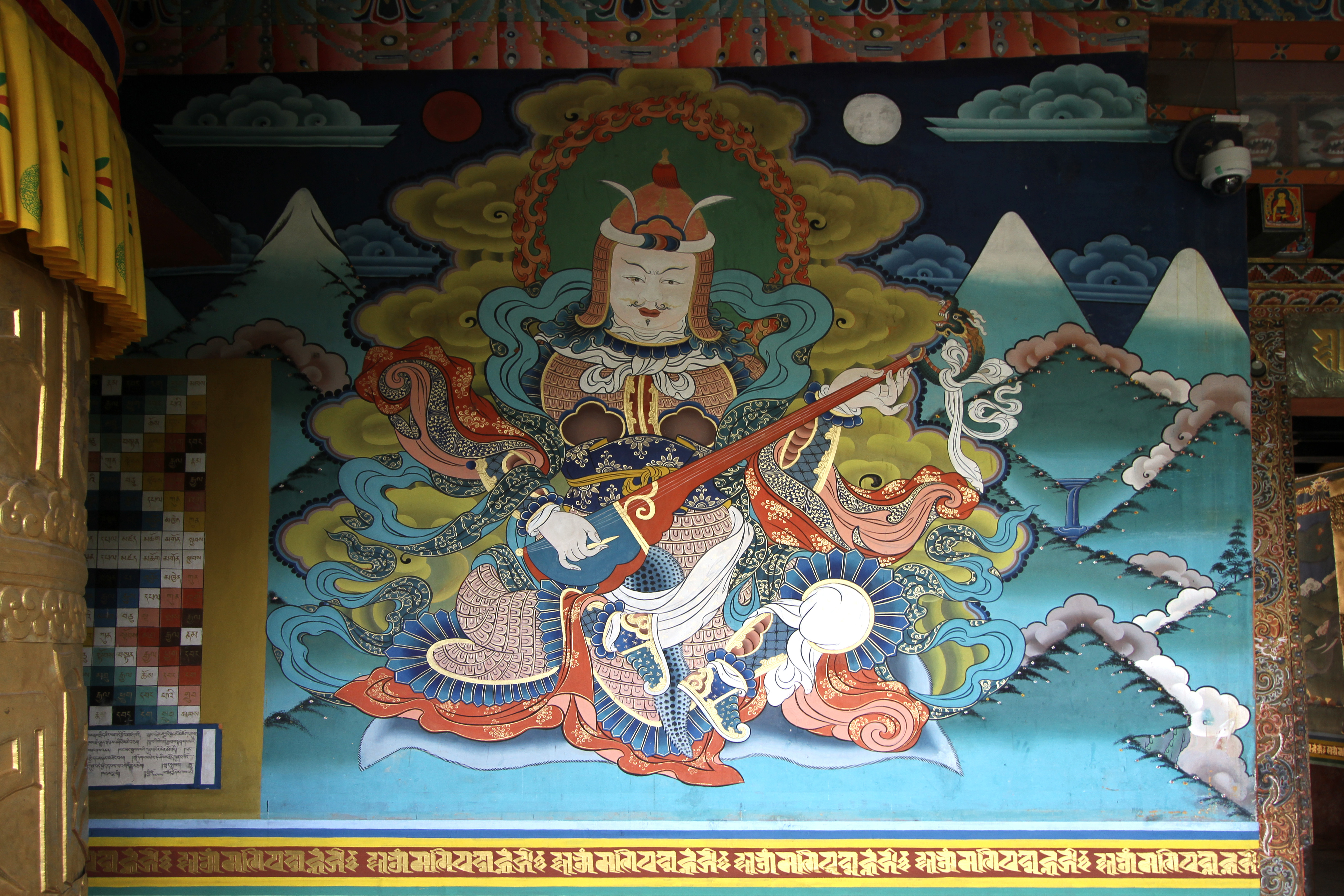
Pintura mural en la fortaleza.

Después de un importante trabajo de restauración llevado a cabo siguiendo la «tradición zorig chusum» en 2004, el dzong presentó varios templos nuevos, más de doscientas imágenes religiosas novedosas y otros tesoros. El Je Khenpo y los monjes del Dratshang —cuerpo monástico central— llevaron a cabo la llamada «ceremonia Rabney» de consagración entre los días 13 y 15 de mayo de 2004. El gobierno de la India financió gran parte de este proyecto; tras su finalización se mostraron imágenes notables, estatuas y thangkas, que incluyen murales que representan la historia de la vida de Buda realizados durante el gobierno del segundo Druk Desi. Otros elementos decorativos incluyen paneles de oro sobre pilares y grandes estatuas doradas de varios santos del budismo datadas de mediados del siglo XVIII.
Un puente voladizo cubierto de madera que cruza el río Mo se construyó junto con el dzong en el siglo XVII y fue arrastrado por una inundación repentina en 1957. Entre 2006 y 2008 se llevó a cabo el proyecto de un nuevo puente voladizo de madera en el estilo tradicional, con un tramo de 55 metros de longitud. Después de su finalización, la nueva construcción fue aclamada como «una celebración del centenario de la monarquía Wangchuck y la coronación de Jigme Khesar Namgyel Wangchuck en el monasterio de Punakha». Las afueras del edificio también albergan un monumento en honor a las veintitrés personas que murieron en el monasterio por las inundaciones glaciales de 1994.

## Festivales

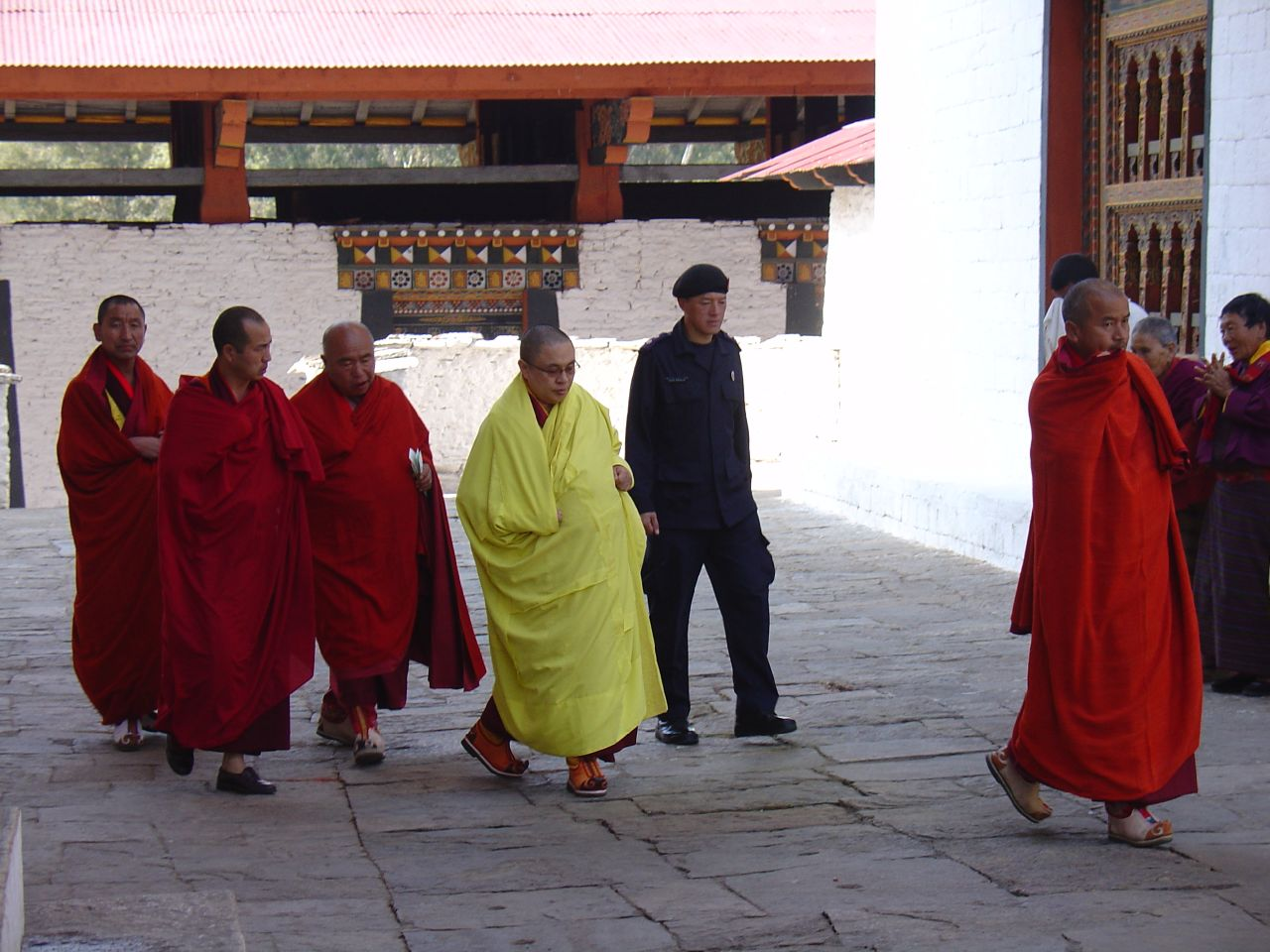
El líder espiritual butanés en camino al festival de Punakha.

El festival anual que se celebra en el dzong, llamado Domche, congrega gran cantidad de personas de todas las aldeas y lugares lejanos del distrito. Durante la fiesta se muestra el Rangjung Kharsapani, considerada una imagen «autocreada» de Avalokiteshvara traída por el Shabdrung del Tíbet y que se conserva en la torre principal. Esta celebración de cinco días en febrero o marzo recrea la invasión tibetana de 1639, conflicto en el cual los butaneses resultaron victoriosos. En esta representación teatral concebida por los Shabdrung se dramatiza un simulacro donde se arroja una reliquia al río Mo ante la amenaza del ataque enemigo.
El último día del festival marca la exhibición de una imagen del Shabdrung seguida de una danza grupal de 136 personas vestidas como guerreros en el patio principal. Al final de la actuación, los bailarines descienden por la entrada principal del dzong en jolgorio, silbando y gritando. Los monjes liderados por el Je Khenpo a continuación desfilan a la orilla del río mientras reparten comida para los creyentes. El Je Khenpo luego arroja naranjas al río, lo que se considera una ofrenda a los nāgas que «residen» debajo del lecho de la corriente fluvial. Seguidamente, en las instalaciones de la fortaleza se realizan los tradicionales bailes de máscaras que conmemoran la construcción del dzong. Otro ritual llevado a cabo todos los años en la fortaleza se llama Lhenkey Dungchhur y consiste en un culto para las almas difuntas.